# Years to Come
Pour plus de détails, voir Fiche technique et Distribution.
Years to Come est un film muet américain réalisé par Charles Parrott, sorti en 1922.
Le film se déroule dans le futur, où les hommes occupent la place des femmes et inversement.

## Synopsis
Selon le distingué professeur Jimpson Weede, dans le futur les hommes et les femmes auront échangé leurs places dans la société comme au foyer.
En effet, dans une ville futuriste, les hommes bavardent en conduisant maladroitement leur automobile, tandis que les femmes travaillent et, comme agents de police, règlent la circulation avec autorité.
Un homme au foyer se fait interpeller dans la rue par une femme qui veut le séduire. Craintif, il lui échappe en taxi volant. Une fois à la maison, il sert le café avec maladresse à son épouse. Excédée, elle part rejoindre ses amies au club en lui reprochant de passer tant de temps dehors : la place d'un homme est au foyer.
La séductrice retrouve le mari chez lui et, en le faisant boire, le fait céder à ses avances. Survient l'épouse légitime, qui jette dehors la séductrice et gifle son mari, non sans reconnaître qu'il est un peu facile pour une femme forte de frapper un homme faible.
À ce moment le mari sort de sa songerie : tout ceci n'était que le fruit de son imagination, issu de la lecture d'un ouvrage intitulé « A Glimpse of the future » par Lydia Pinkman. Il constate avec soulagement que son épouse n'a rien d'un chef autoritaire et il reconnaît dans leur servante les traits de la séductrice.

## Fiche technique
- Titre original : Years to Come
- Réalisation : Charles Parrott
- Scénario : Charles Parrott
- Directeur de production :
- Producteur : Hal Roach
- Société de production : Hal Roach Studios
- Société de distribution : Pathé Exchange
- Pays d'origine :  États-Unis
- Langue : intertitres en anglais
- Format : Noir et blanc - 35 mm - 1,37:1  -  Muet
- Genre : Comédie
- Longueur : une bobine
- Date de production : 1922

## Distribution
- Harry « Snub » Pollard
- Marie Mosquini
- Noah Young
- Merta Sterling (en)